# The Hunger Games (série)
The Hunger Games (Brasil: Jogos Vorazes / Portugal: Os Jogos da Fome) é uma série literária de aventura e ficção científica, escrita pela americana Suzanne Collins, situada em uma América do Norte pós-apocaliptíca regida por uma ditadura. Originalmente uma trilogia centrada na personagem Katniss Everdeen publicada entre 2008 e 2010, foi expandida na década de 2020 com prequelas.

## Livros

### The Hunger Games(2008)
Vendo sua irmã ser recrutada para os 74os Jogos Vorazes, onde a Capital de Panem recolhe 2 jovens dos 12 Distritos da nação para combaterem até a morte em uma arena, Katniss Everdeen voluntaria-se para ir em seu lugar como Tributo do Distrito 12. 

### Catching Fire(2009)
Um ano depois de vencerem os Jogos, Katniss e seu compatriota Peeta Mellark estão de volta à arena quando os 75os Jogos Vorazes acabam sendo compostos de antigos vitoriosos de cada Distrito. 

### Mockingjay(2010)
A rebelião contra a Capital e o Presidente Snow escalou para uma guerra civil que destruiu o Distrito 12, e Katniss aceita combater e ser um símbolo dos rebeldes.

### The Ballad of Songbirds and Snakes(2020)
Às vésperas dos 10os Jogos Vorazes, os organizadores decidem que os Tributos terão mentores entre os estudantes da Academia da Capital. Um deles é Coriolanus Snow, designado para a Tributo feminina do Distrito 12, Lucy Gray Baird.

### Sunrise on the Reaping(2025)
A história dos 50os Jogos Vorazes, vencidos pelo jovem do Distrito 12 Haymitch Abernathy, que acabaria vendo seus entes queridos sofrerem por causa de suas decisões na arena.

## Personagens principais
- Katniss Everdeen
- Peeta Mellark
- Haymitch Abernathy
- Gale Hawthorne
- Effie Trinket
- Presidente Coriolanus Snow
- Primrose Everdeen
- Cinna
- Finnick Odair

## Adaptação cinematográfica
A Lionsgate Entertainment adquiriu os direitos para a adaptação cinematográfica da trilogia, que está a ser produzida pela Color Force da produtora Nina Jacobson. O primeiro filme da trilogia, The Hunger Games, teve estreia em 23 de março de 2012. O segundo, The Hunger Games: Catching Fire, foi lançado em 22 de novembro de 2013. O terceiro livro foi dividido em duas partes, The Hunger Games: Mockingjay – Part 1, de 2014, e The Hunger Games: Mockingjay – Part 1, de 2015. 
Às vésperas do lançamento da prequela, Collins revelou que a Lionsgate já estava trabalhando em uma adaptação. The Hunger Games: The Ballad of Songbirds and Snakes chegou aos cinemas em 2023. Tão logo Sunrise on the Reaping foi anunciado, também foi estabelecido que um filme adaptando a história chegaria em 2026.